# Raffael
Raffael Caetano de Araújo (Brasil, 28 de marzo de 1985) es un futbolista brasileño que juega de delantero en el Ay-Yildizspor Hückelhoven.

## Trayectoria

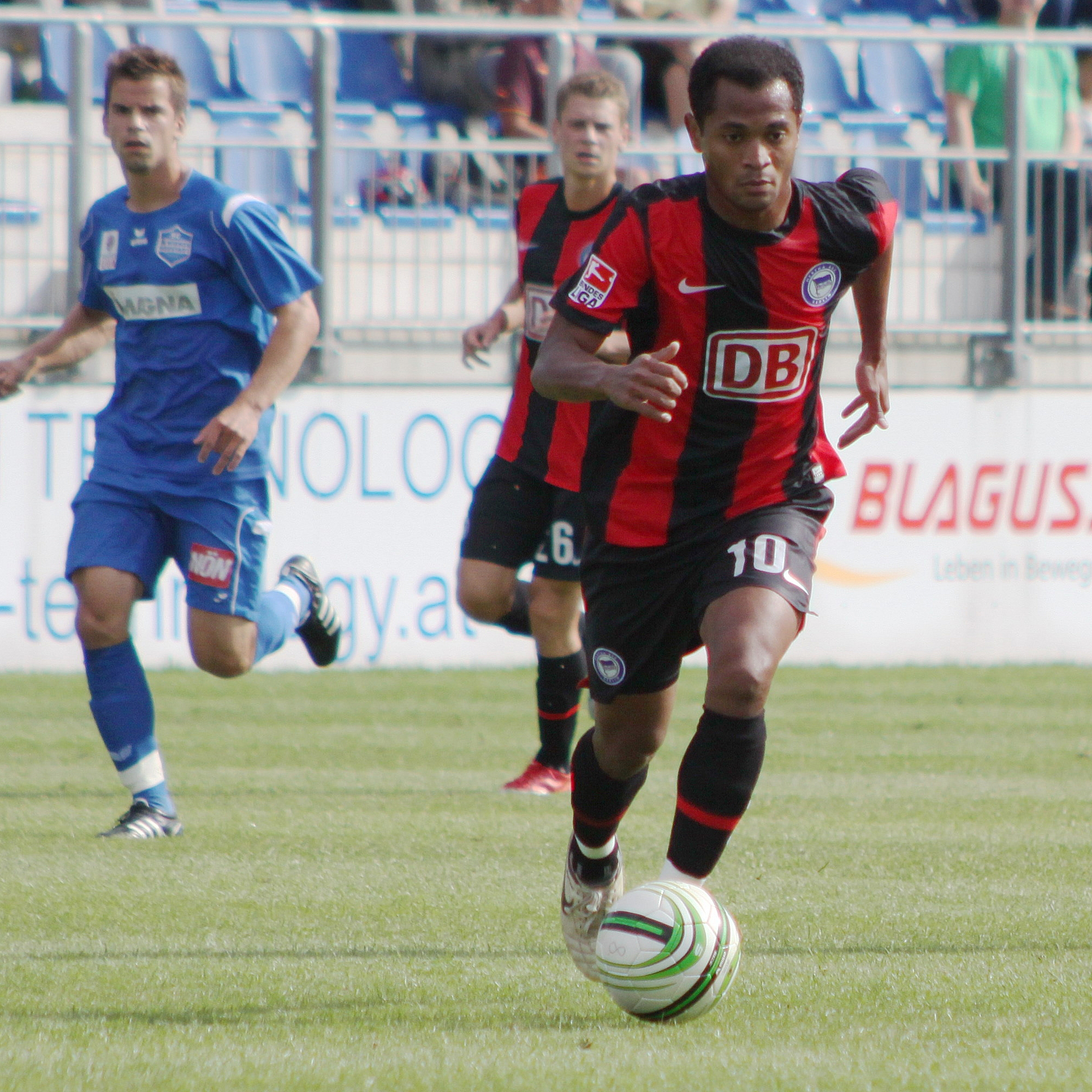
Raffael en el Hertha Berlín

Nacido en Fortaleza, Ceará, Raffael se mudó en su adolescencia a Suiza, primero representando al FC Chiasso. A los 20 años, se mudó al FC Zürich, jugando un papel decisivo en las conquistas de la liga 2005-06 y 2006-07 del club ; durante ambas temporadas, lideró la competencia en asistencias , al tiempo que agregó 40 goles durante sus dos años y medio.
A mediados de enero de 2008, Raffael firmó con el equipo alemán Hertha Berlín , reuniéndose con los excompañeros de Zürich Lucien Favre y Steve von Bergen (respectivamente gerente y jugador). Su primer partido en la Bundesliga fue el 2 de febrero, en una derrota 0-3 en casa ante el Eintracht Frankfurt; la siguiente jornada, en el partido contra el VfB Stuttgart, anotó su primer gol, en la victoria del Hertha Berlín 3 a 1.
Disputó 140 partidos durante cuatro años y medio, Raffael experimentó tanto los puntos más altos como los más bajos de la historia reciente del club con sede en Berlín, incluyendo un cuarto lugar en la temporada 2008-09, en el que Hertha lideró la tabla por algún tiempo, y relegaciones en 2009-10 y 2011-12. El 27 de julio de 2012, Raffael abandonó el club para fichar por Dinamo de Kiev.
El 20 de junio de 2013 abandonó el Dinamo de Kiev para fichar por el Borussia Mönchengladbach.

## Clubes
| Club                      | País       | Año       | Partidos | Goles |
| ------------------------- | ---------- | --------- | -------- | ----- |
| F. C. Chiasso             | Suiza      | 2003-2005 | 10       | 2     |
| F. C. Zürich              | Suiza      | 2005-2008 | 106      | 53    |
| Hertha Berlín             | Alemania   | 2008-2012 | 163      | 39    |
| F. C. Dinamo de Kiev      | Ucrania    | 2012      | 13       | 1     |
| F. C. Schalke 04          | Alemania   | 2013      | 16       | 2     |
| Borussia Mönchengladbach  | Alemania   | 2013-2020 | 201      | 71    |
| F. K. Pohronie            | Eslovaquia | 2021      | 3        | 0     |
| Ay-Yildizspor Hückelhoven | Alemania   | 2023-     |          |       |